# Chemicals (Love and Death)
Chemicals e un EP della band Love and Death pubblicato il 24 aprile 2012.

## Tracce
1. Paralyzed – 3:43
2. Whip It – 3:08
3. Chemicals – 3:56
4. Paralyzed (Har Megiddo Remix) – 3:37
5. Chemicals (Har Megiddo Remix) – 4:35